# Cocapata (gemeente)
Cocapata is een gemeente (municipio) in de Boliviaanse provincie Ayopaya in het departement Cochabamba. De gemeente telt naar schatting 19.975 inwoners (2018). De hoofdplaats is Cocapata.